# Český Dub II
Český Dub II, Horní Předměstí, je část města Český Dub v okrese Liberec. Nachází se na severu Českého Dubu. Je zde evidováno 83 adres. Trvale zde žije 328 obyvatel.
Český Dub II leží v katastrálním území Český Dub o výměře 9,04 km2.

Galerie

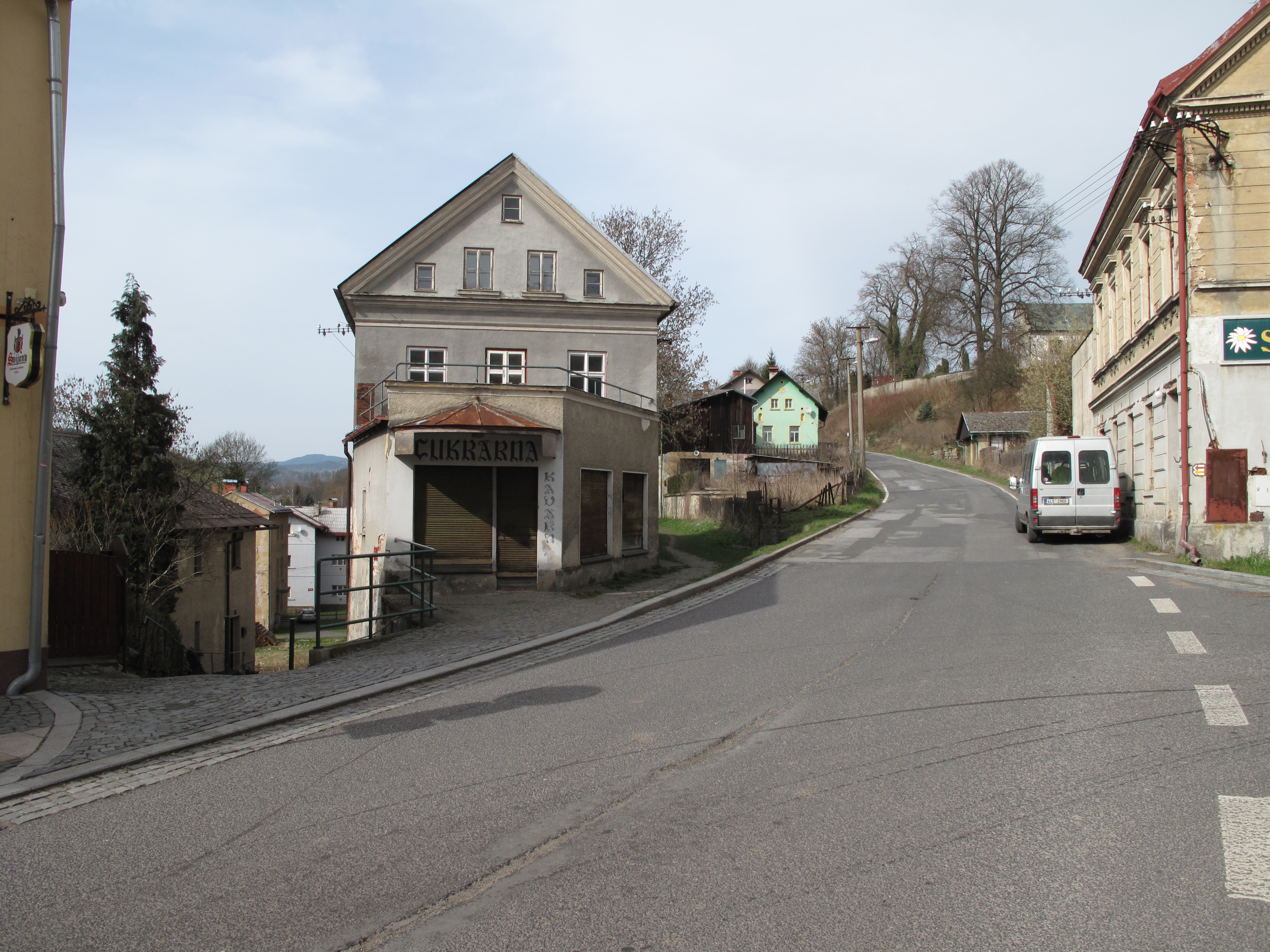
Křižovatka ulic Studničná a Řídícího učitele Havla
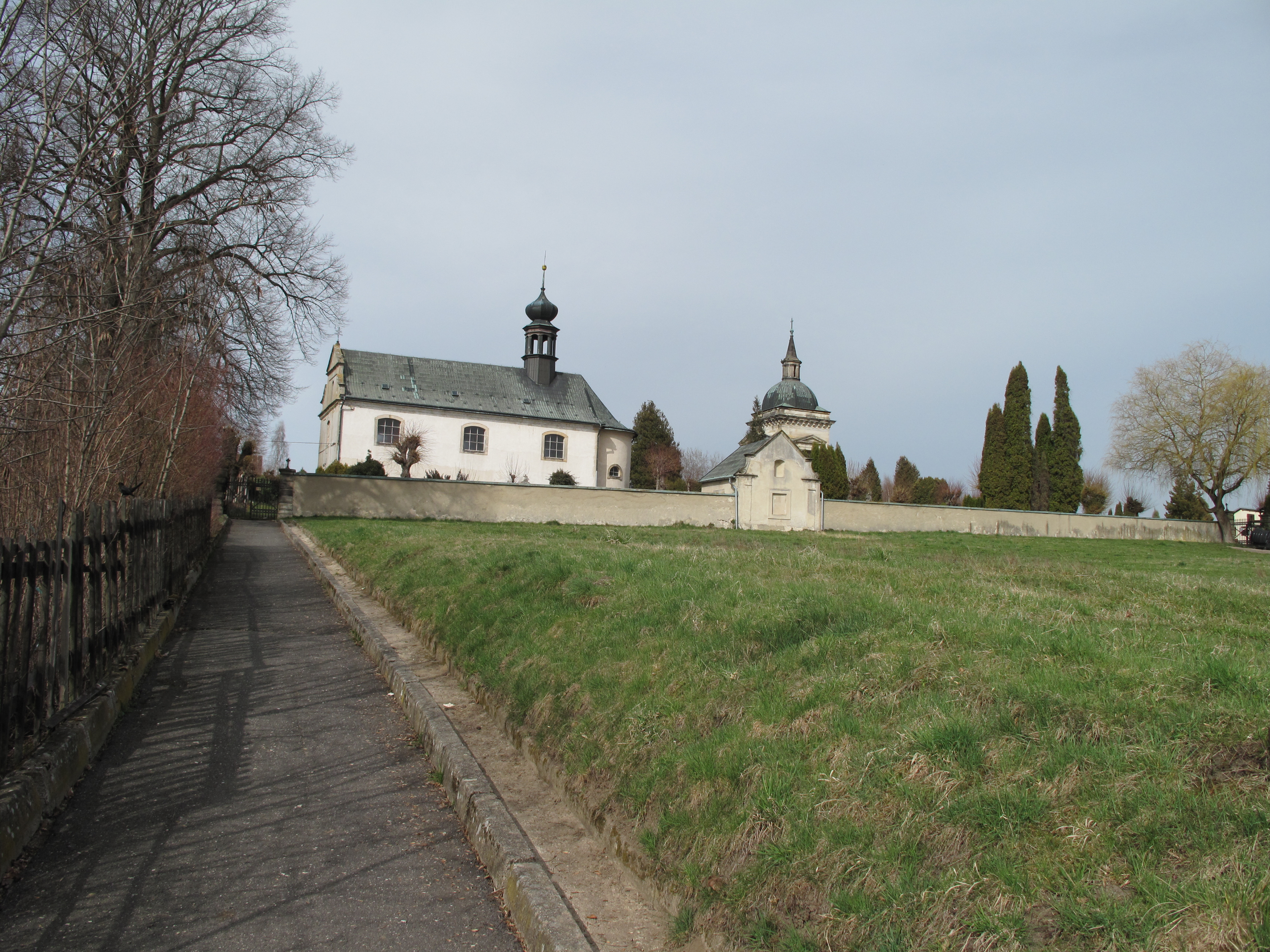
Hřbitovní kostel Nejsvětější trojice
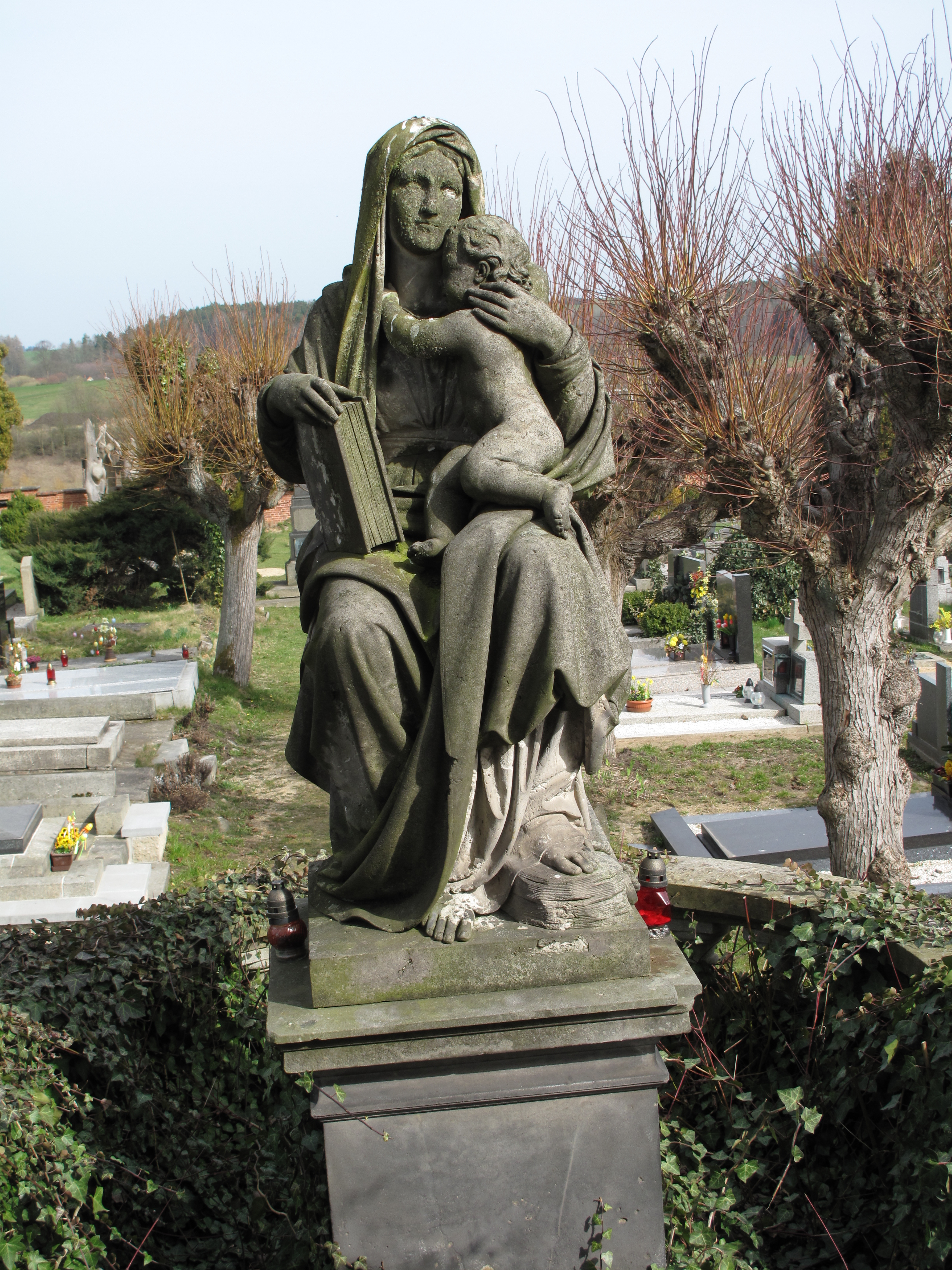
Socha u hrobky rodiny Schmittů
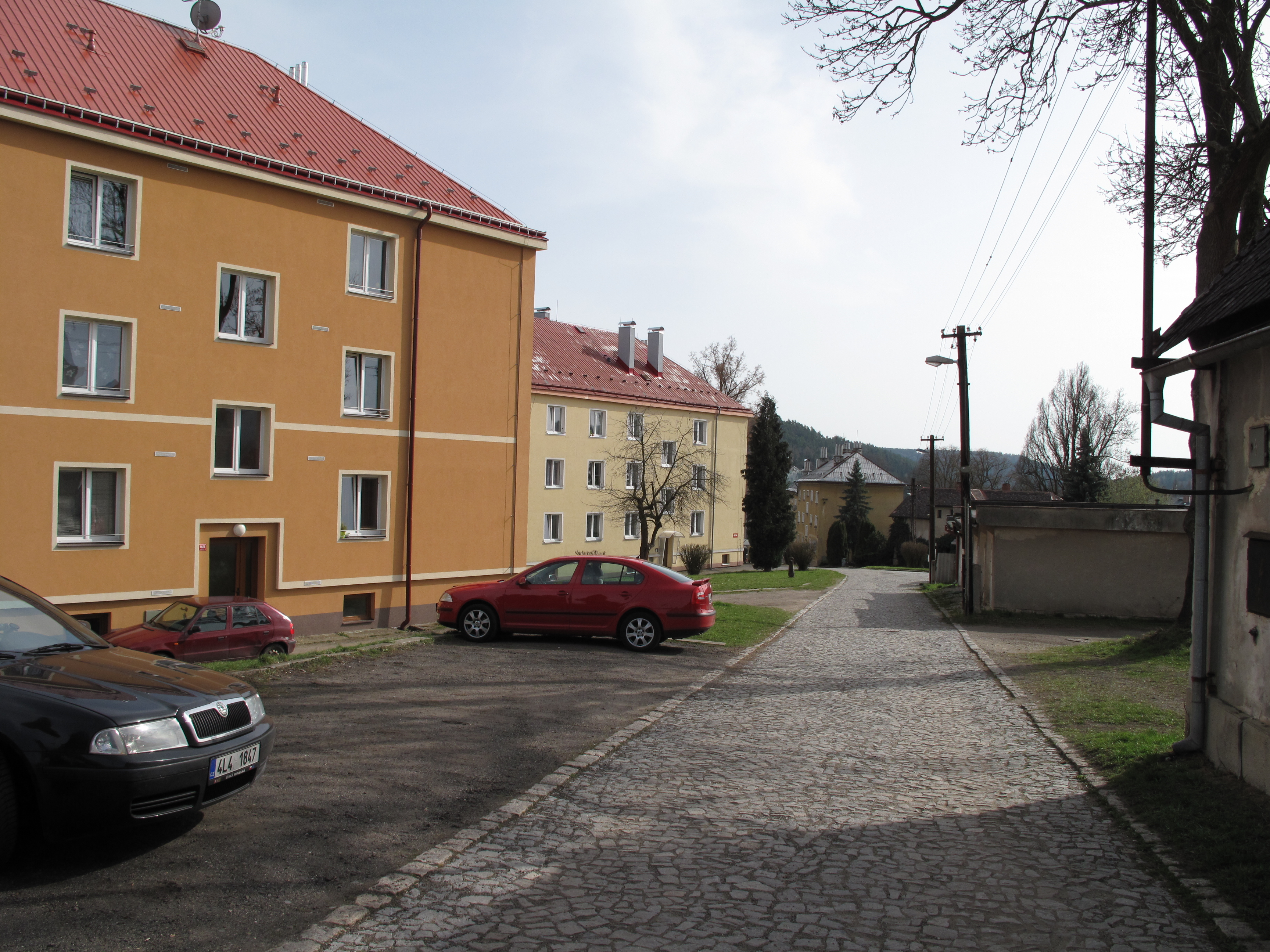
Domy v ulici Hřbitovní